# تل عدا
تل عدا قرية سورية تتبع ناحية مركز السلمية في منطقة سلمية في محافظة حماة. بلغ عدد سكانها 1597 نسمة في عام 2004 حسب إحصاء المكتب المركزي للإحصاء.
تل عدا تقع في محافظة حماه منطقة سلمية وهي قرية من مجموعة قرى استوطن فيها الشركس عند الهجرى من القوقاز 
يقع شرقها قرية تل اسنان وجنوبها ذيل العجل
هم من القرى التي استطون فيه الشراكس واعمروها على مر لسنوات
سكن الشراكس تل عدا بعد ان هاجروا عام 1885 من موطنهم الاصلي القفقاس وبقوا في بلغاريا 10سنوات قبل لوصول إلى بلاد الشام وصلوا تلعدا 1885اول  من اسس فيها منزل 
محمد علي جوجوق(الجركس) الذي كان زعيم من زعماء الشراكس ولقب بحمتل بسب عدم لفظهم حرف العين (ع)وحرف الضاض(ض)
ومازل منزله عامر إلى يومنا هذا قائما فيه ابنائه واحفاده 
اما عدد المهاجرين بلغ 800 نسمة تعود اصولهم إلى اكثر من عشيرة(بجدوغ-شابسوغ-حتقواي)
عوائل البجدوغ:جوجوق-قات
عوائل الشابسوغ:لو-حج يوسف-موسى اسحاق-محمد علي
عوائل الحتقواي:قوشميد-رمضان باكير-جتاغج-اسحاق-حكوام
ولمقيمن في تل عدا جوجوق(الجركس)
جتاغج(قوشميد)حكوام(الياس) وعائلة قات
وهاجر قسم إلى دمشق وحمص بسب القحط والجفاف

## وصلات خارجية
- الوحدات الإدارية في محافظة حماة نسخة محفوظة 18 أبريل 2019 على موقع واي باك مشين.